# Dainzú
Dainzú è un sito archeologico precolombiano un tempo abitato dagli Zapotechi, situato nella valle di Oaxaca in Messico, vicino ai siti di Monte Albán e Mitla.
Dainzú venne occupato a partire al 700-600 a.C., ma la fase di maggiore prosperita risale dal 200 al 350 d.C. Nel 1965 l'archeologo Ignacio Bernal ha effettuato degli scavi.

## Etimologia
"Dainzú" significa "collina del cactus a canne d'organo" in lingua zapoteca, ed è una parola composita: danni, che significa "collina" e zu che significa "cactus a canne d'organo".

## Il sito
Il sito principale si trova nella valle di Oaxaca vicino a un tributario del fiume Salado. Il sito mostra una serie di bassorilievi in pietra scolpita, simili in stile al danzante di Monte Albán. 47 di questi rappresentano dei giocatori con la palla con equipaggiamento protettivo, elmetti, guanti e parastinchi, con una piccola palla in mano. Vicino si trova un campo da gioco.
La pietra usata per le costruzioni è principalmente ottenuta dai ciottoli di fiume, di roccia vulcanica e basalto.
La costruzione A è una grande piattaforma costruita contro il lato ovest della collina e possiede 35 bassorilievi intagliati sul lato sud del muro inferiore. La maggior parte di questi rappresentano dei giocatori con la palla, mentre quattro rappresentano i quattro dei del gioco. Vi sono anche bassorilievi che mostrano sacerdoti che fanno offerte e che mostrano incisioni che rappresentano delle date.
La costruzione B si trova a ovest della costruzione A. Possiede molte stanze, patii e scalinate. A nord-est della costruzione B vi sono una tomba con dei bassorilievi che rappresentano un giaguaro.

## Galleria d'immagini

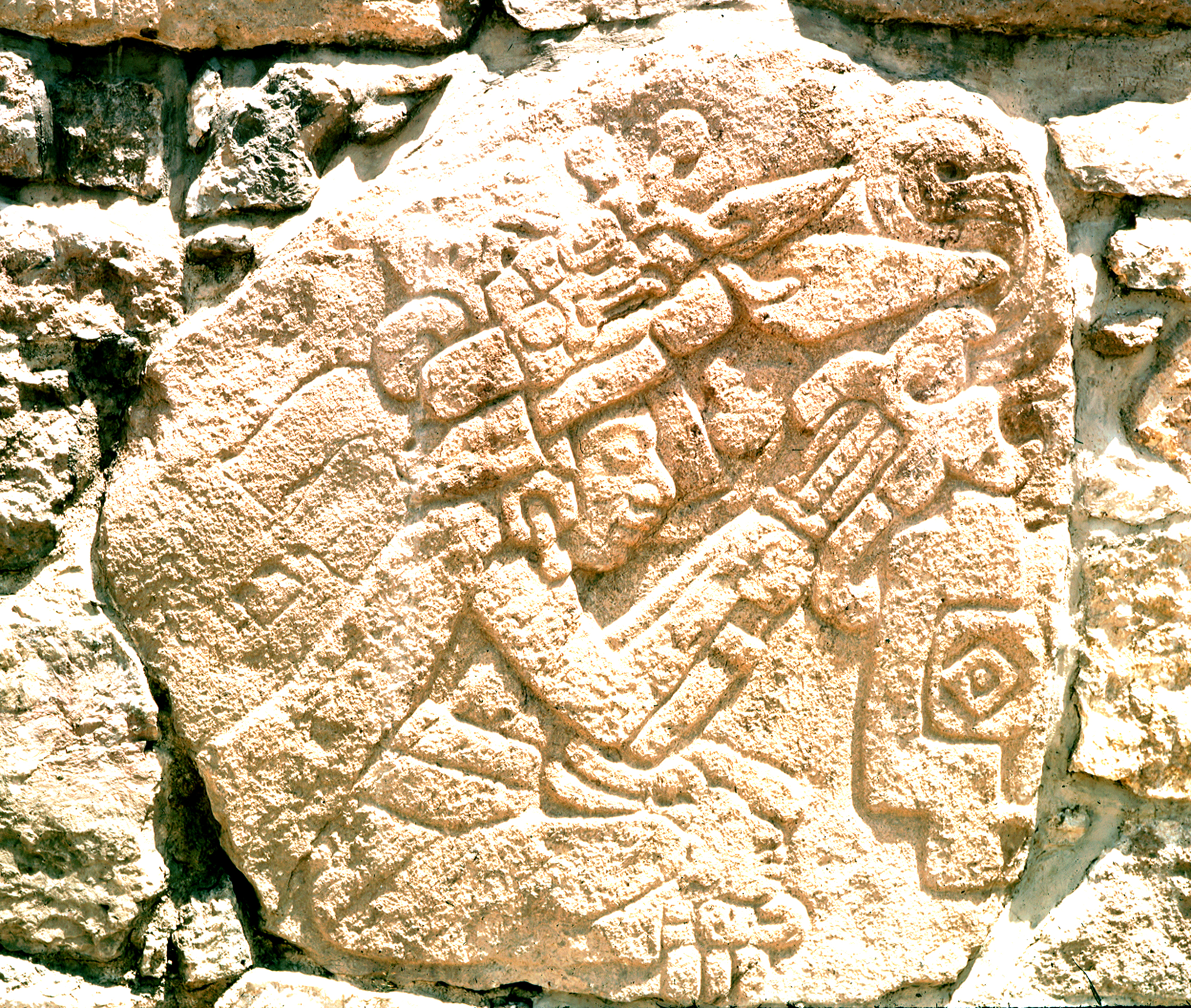
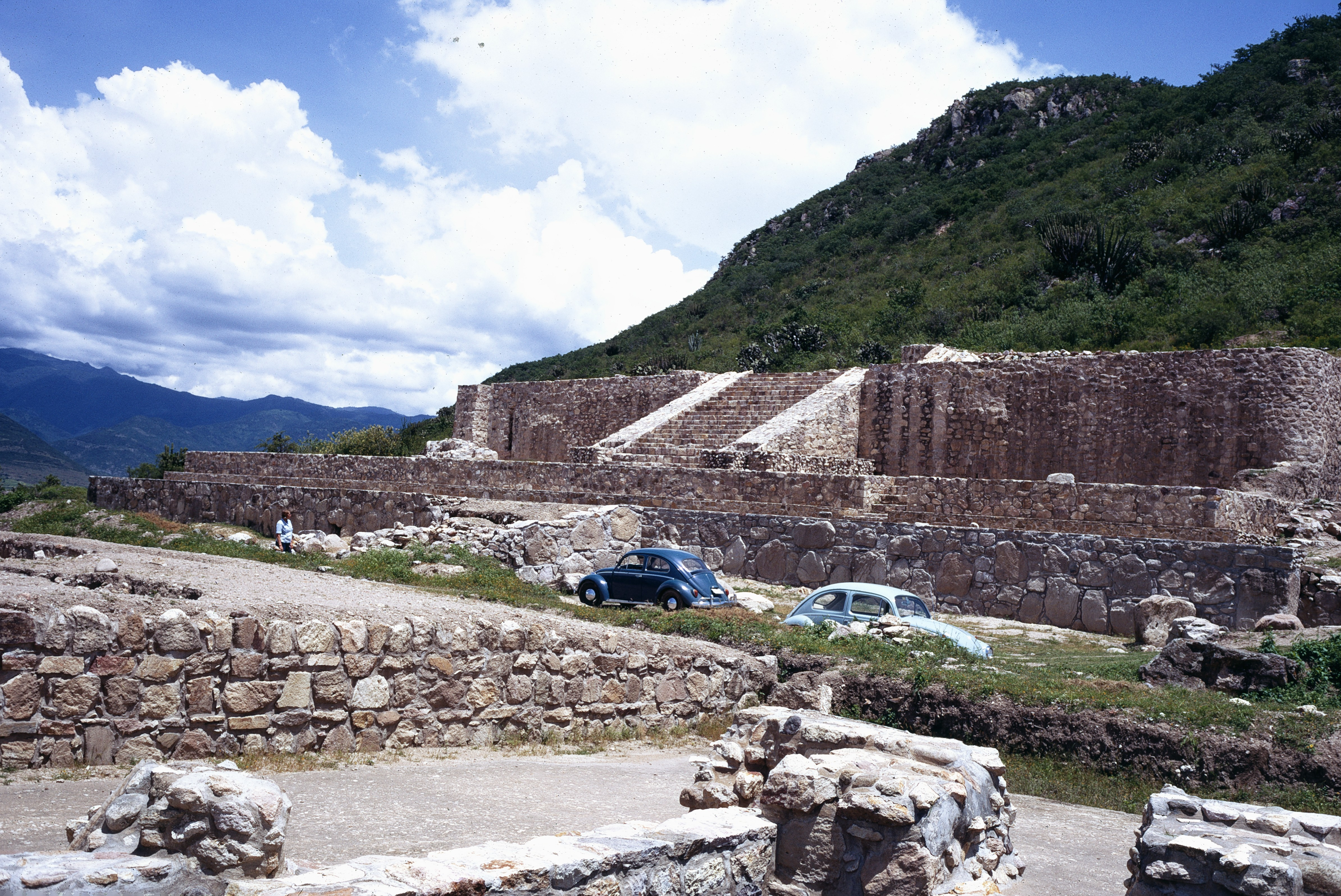
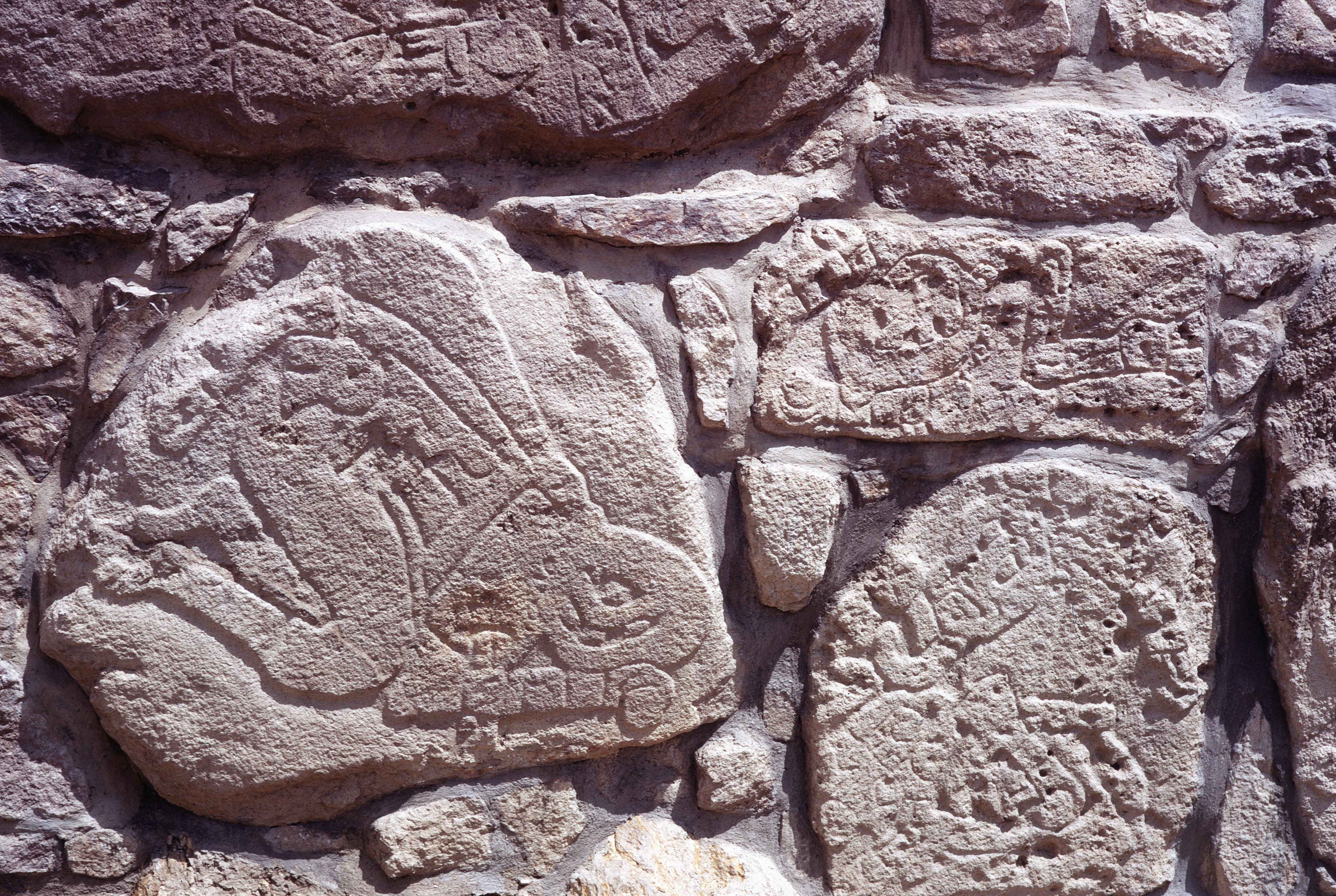
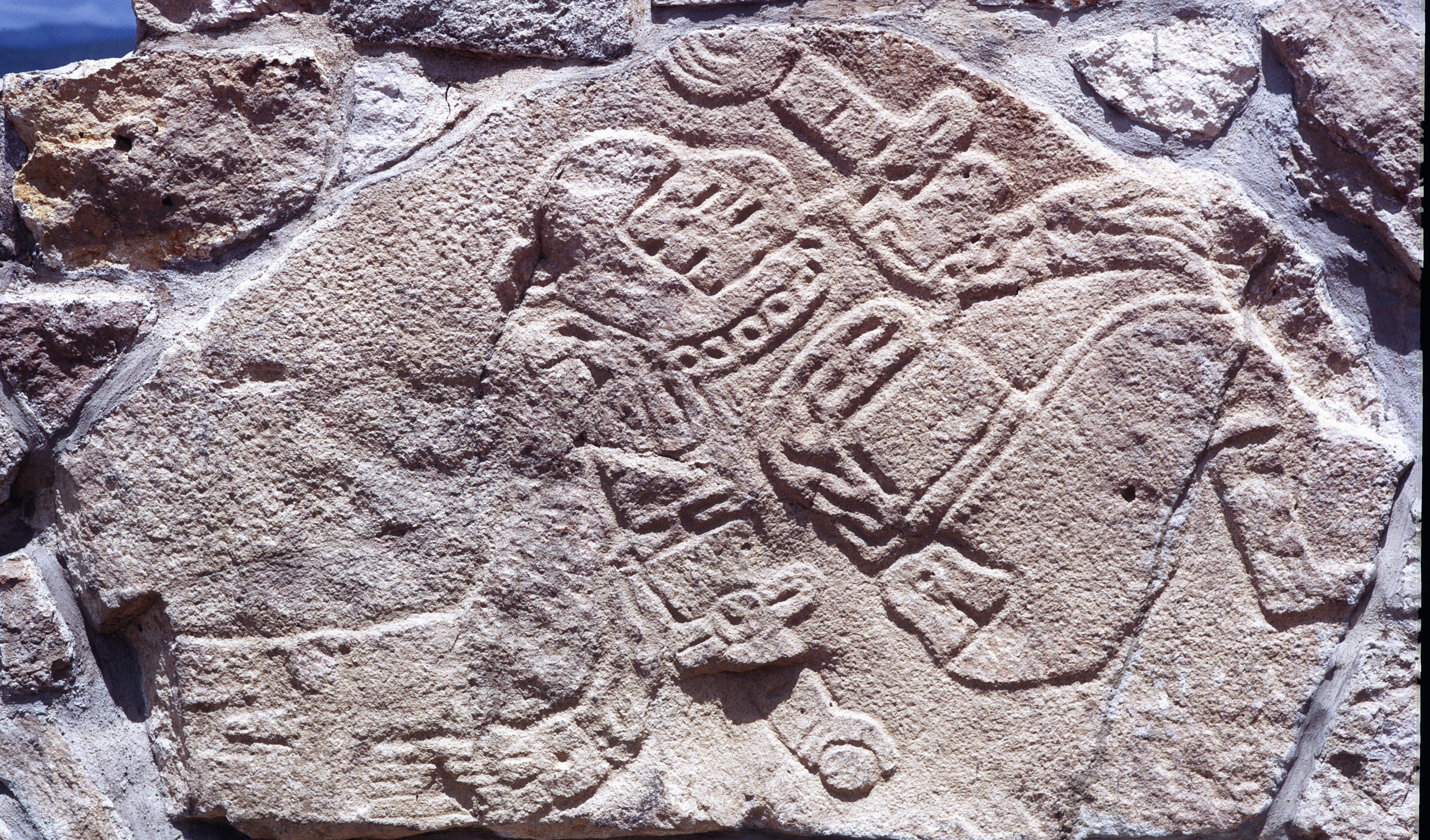
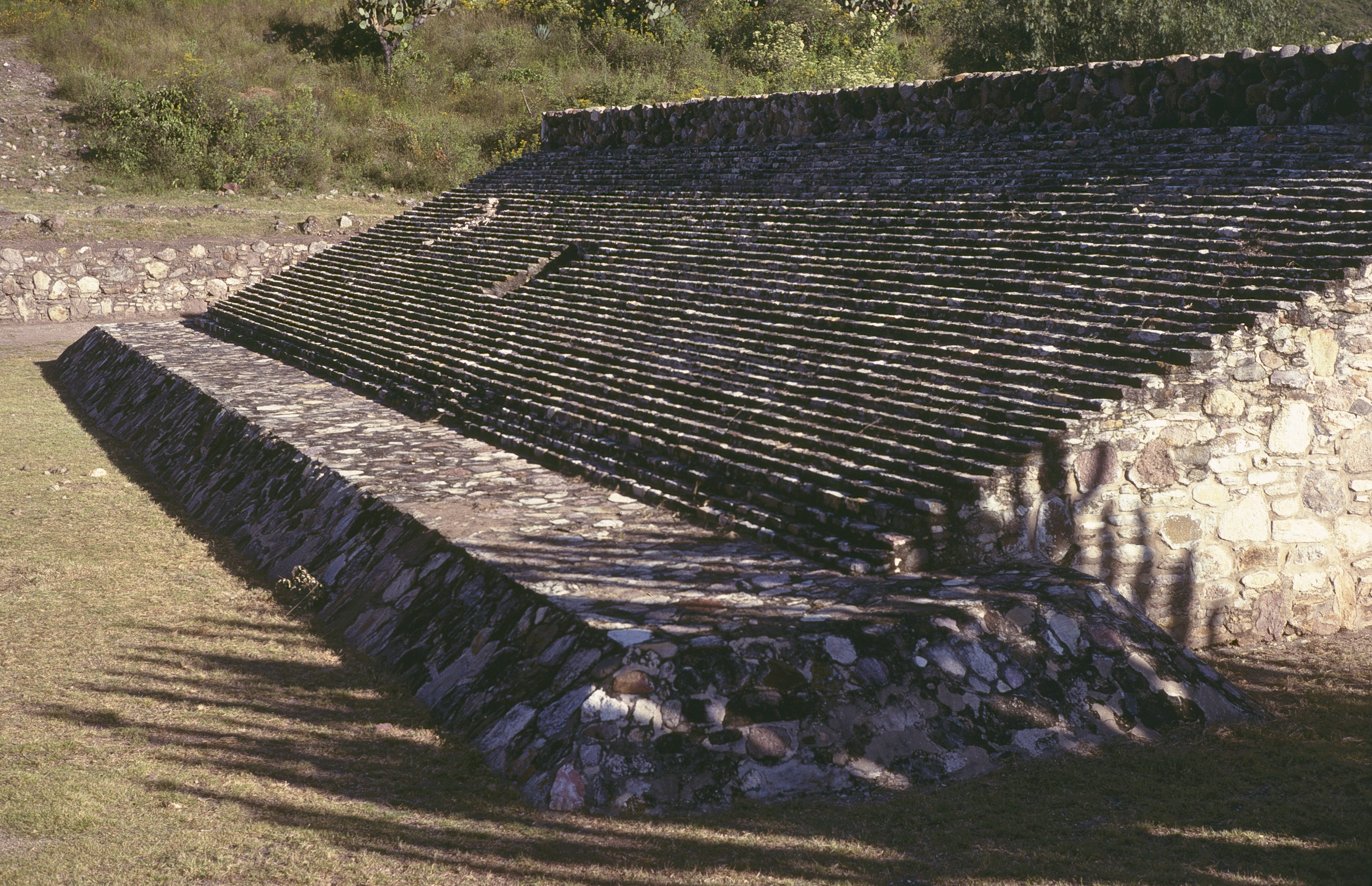
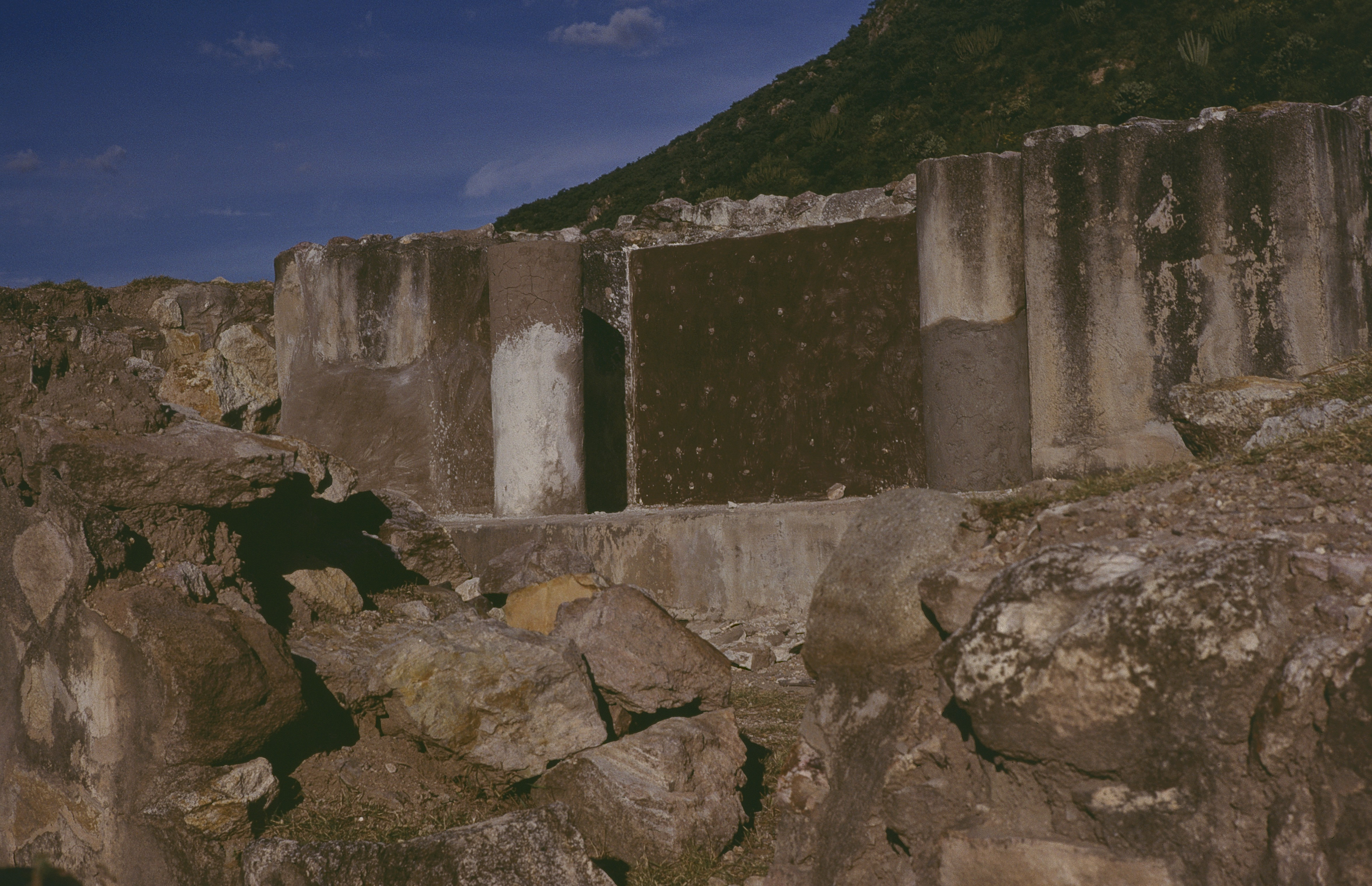
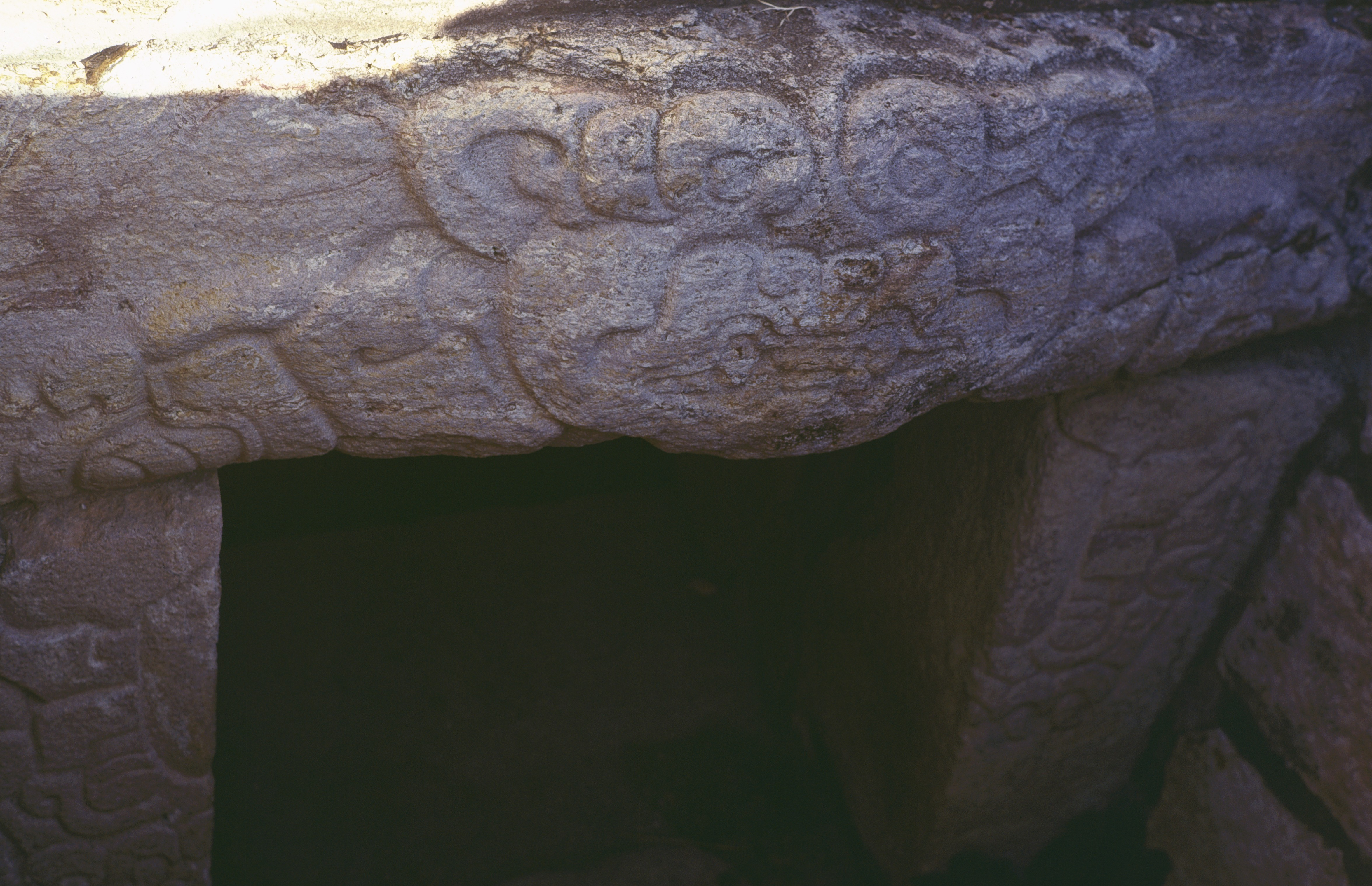
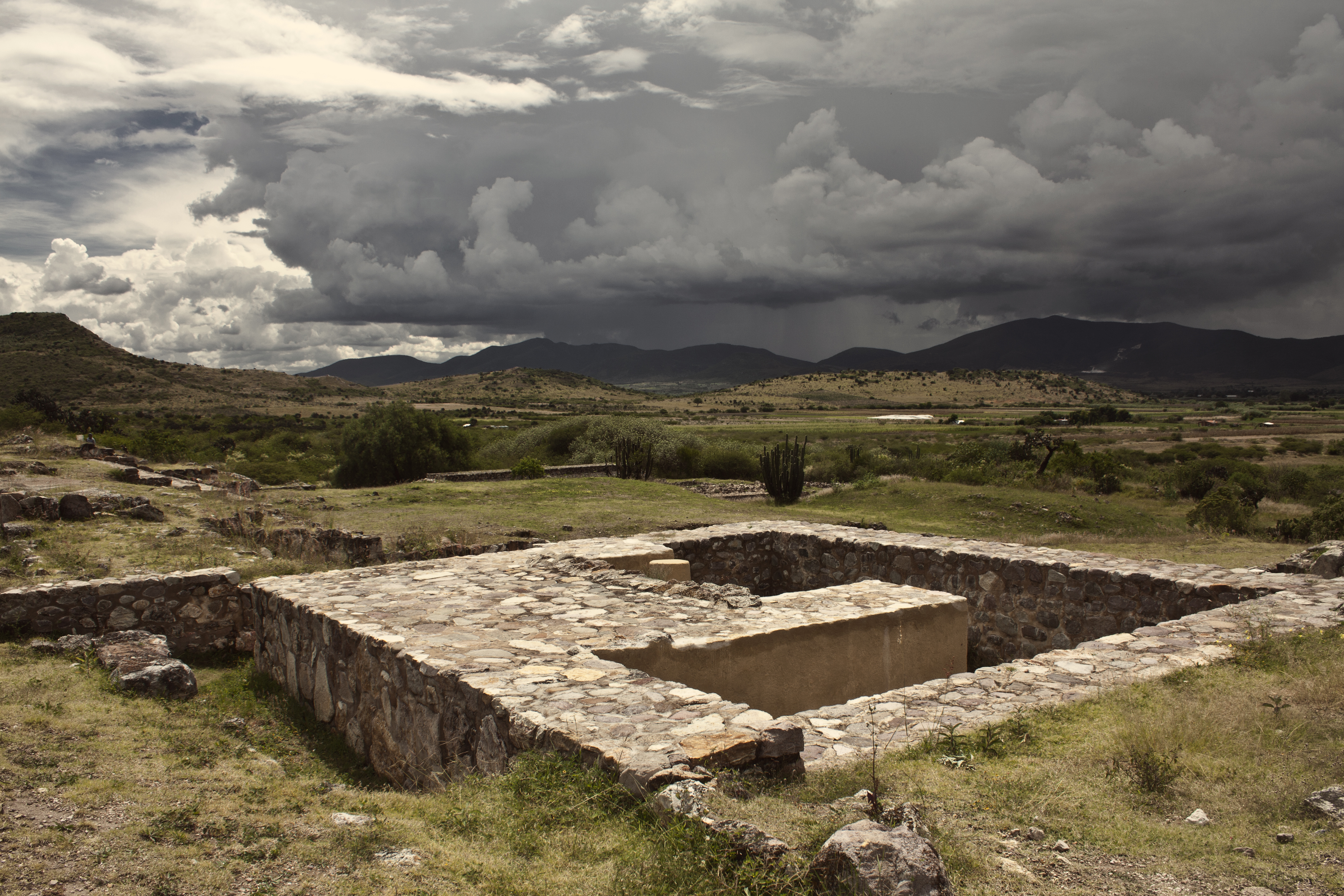
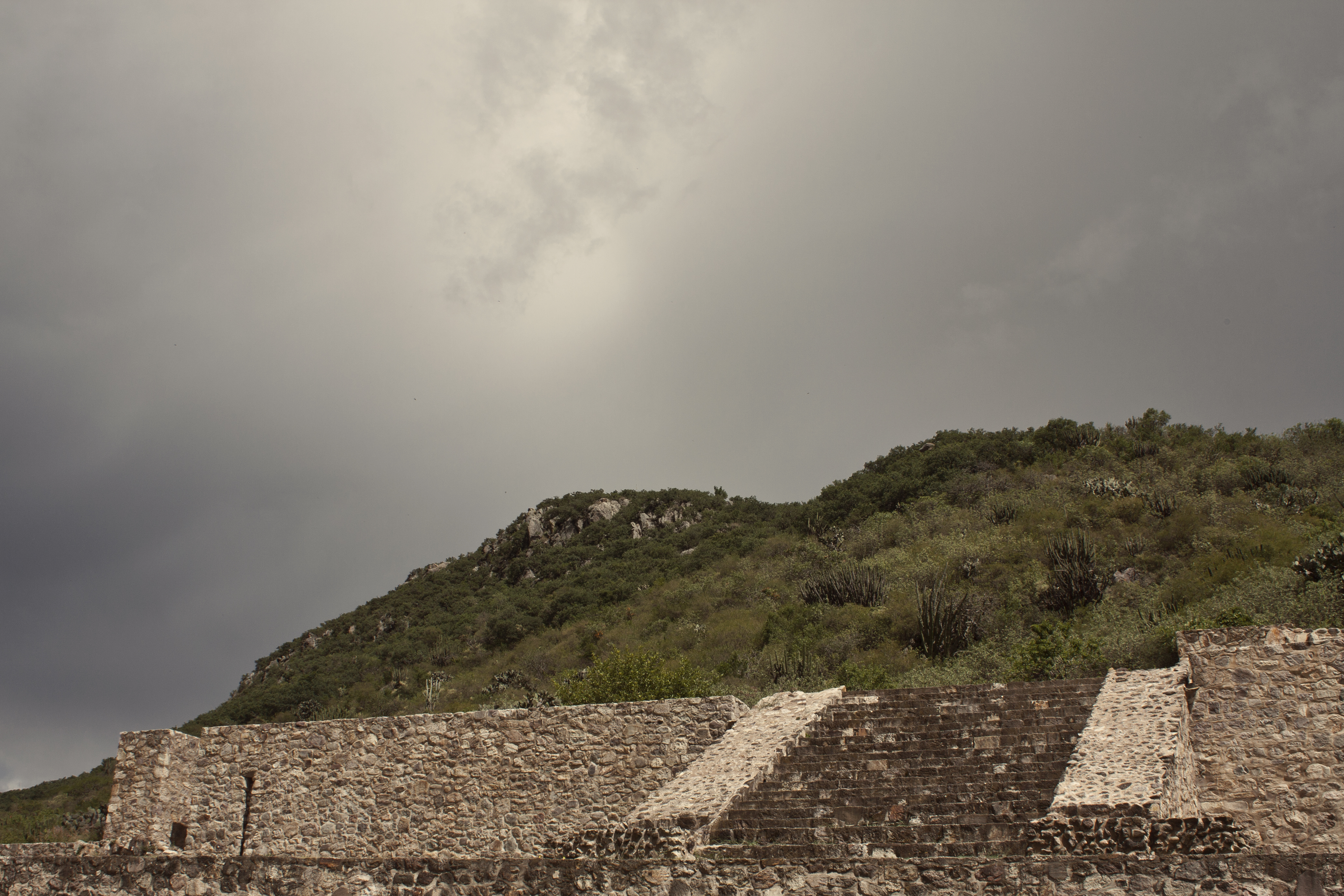
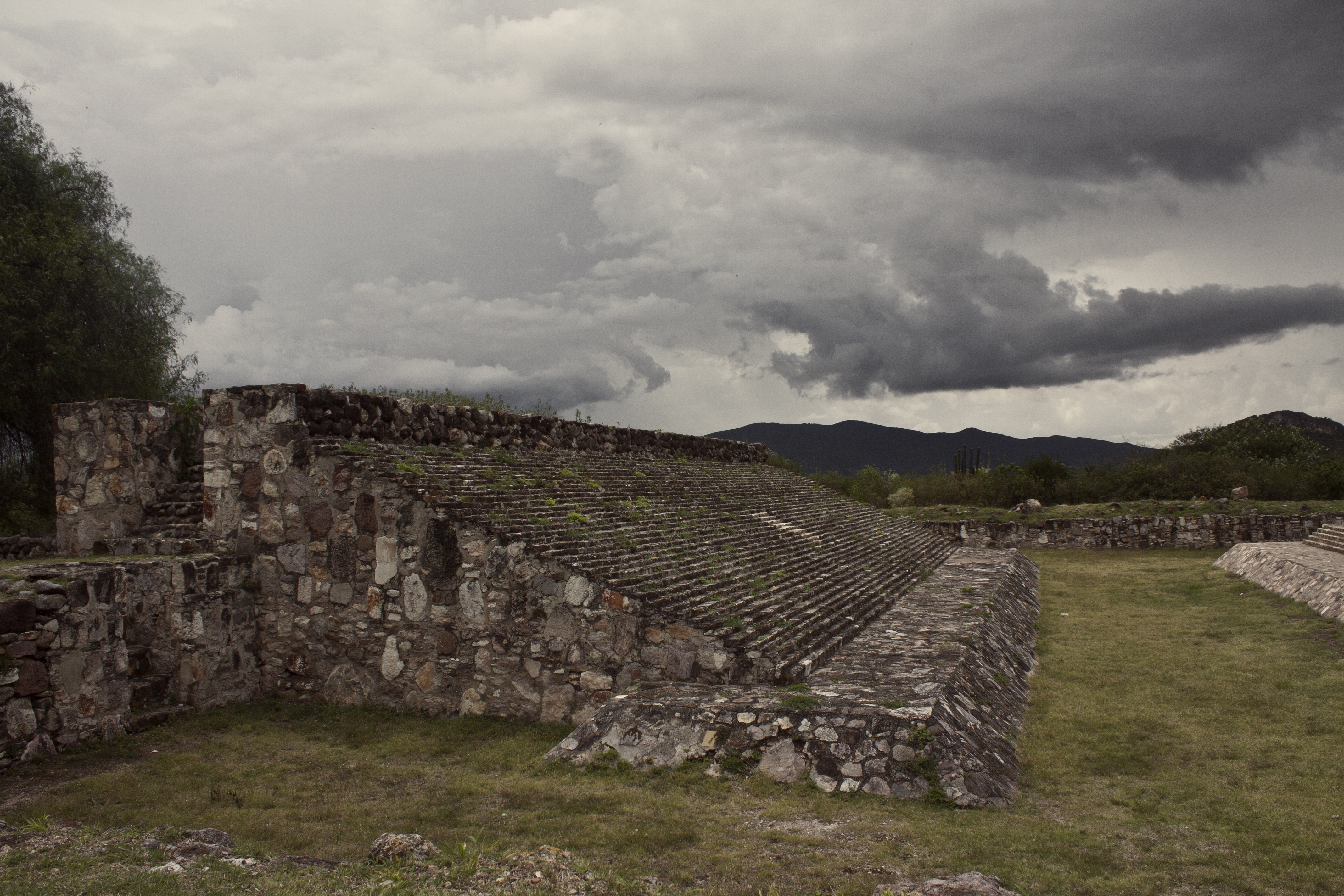
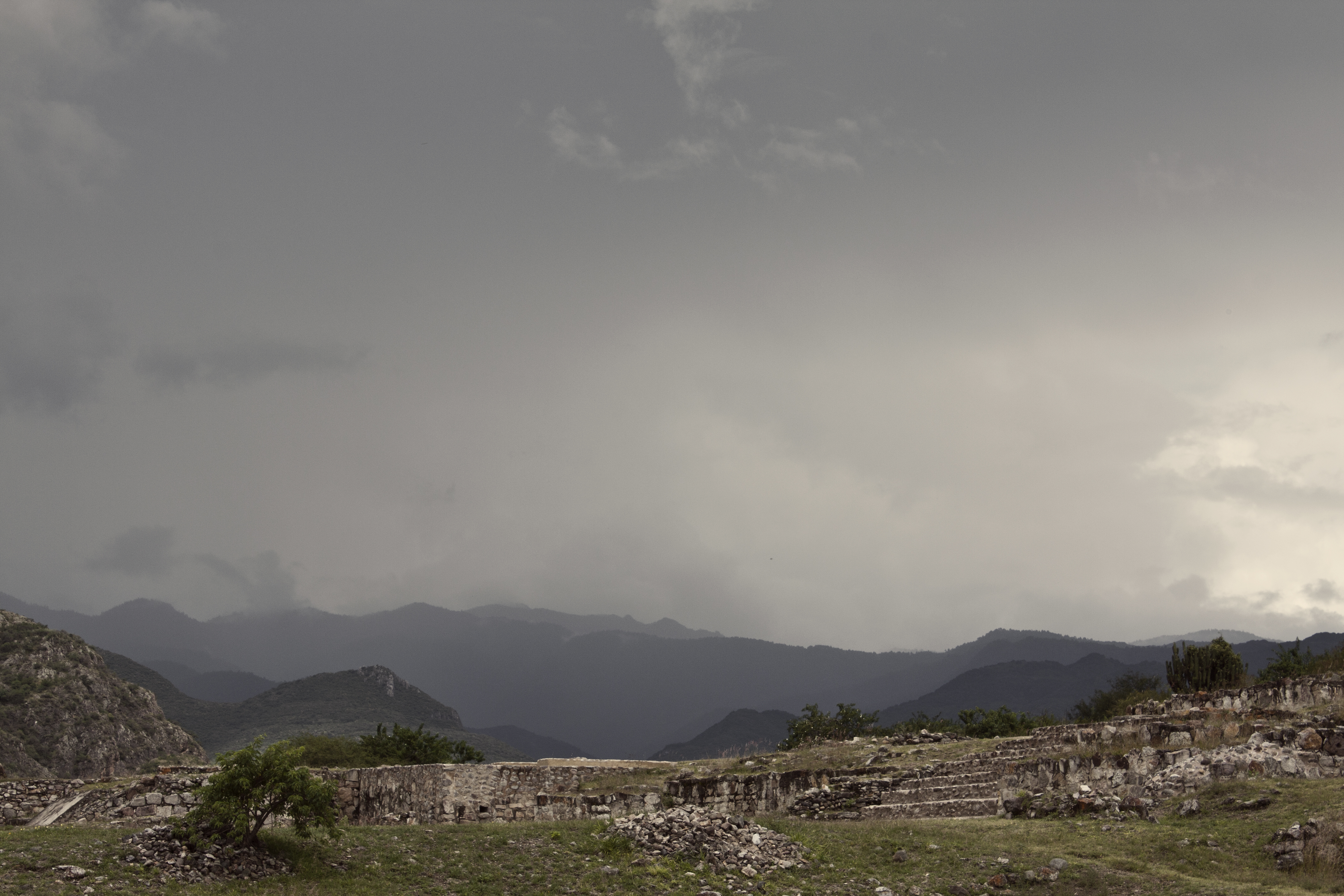
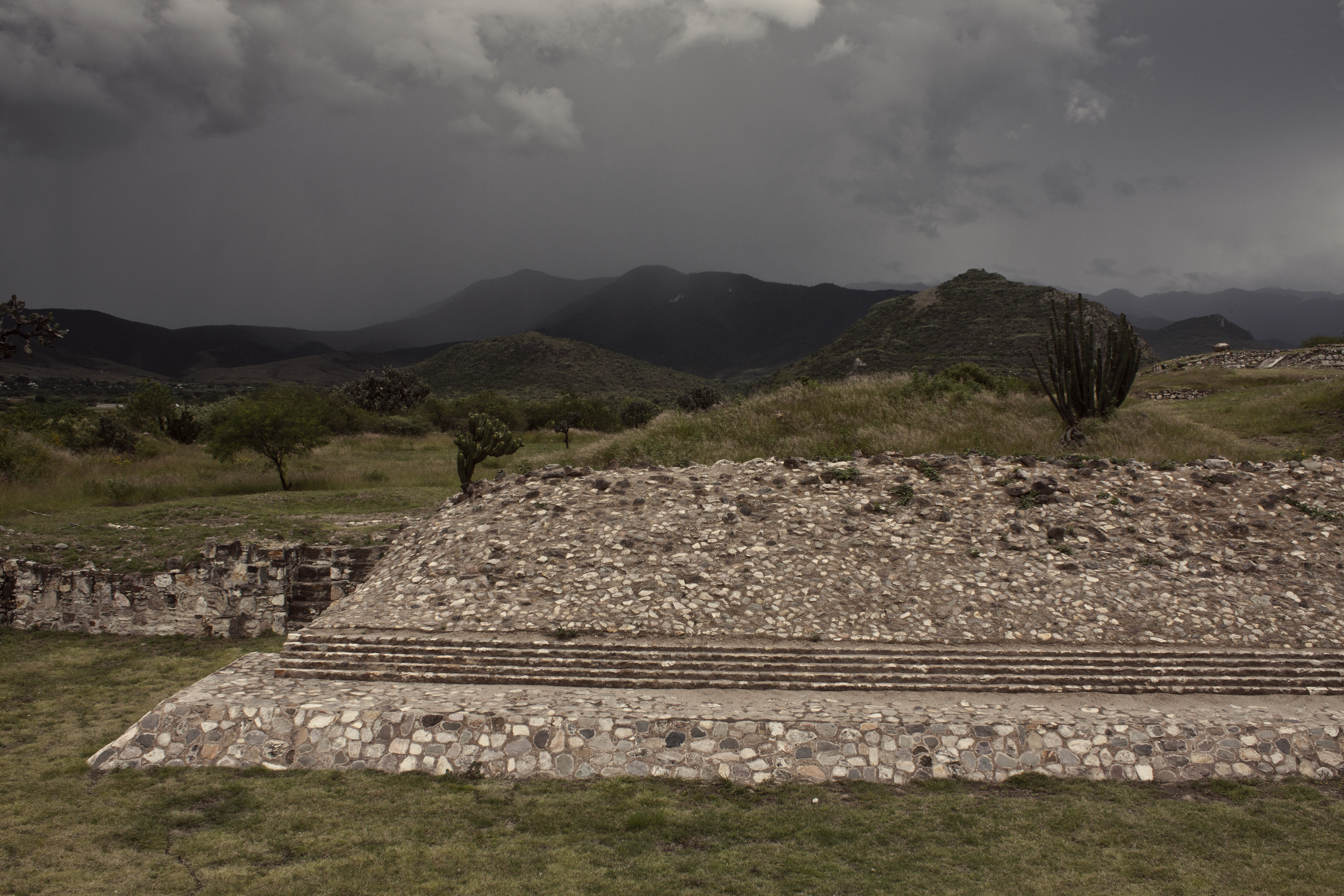
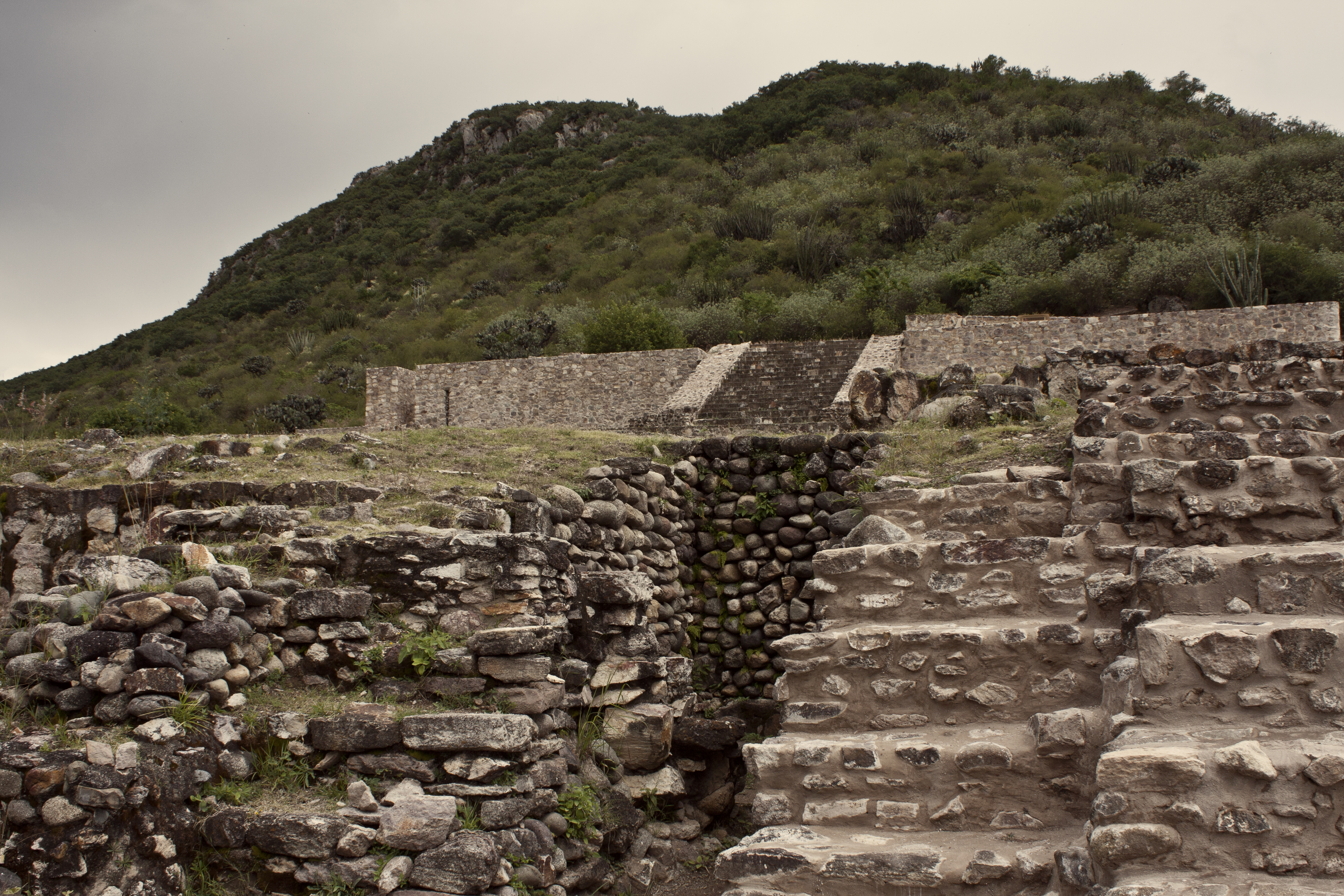
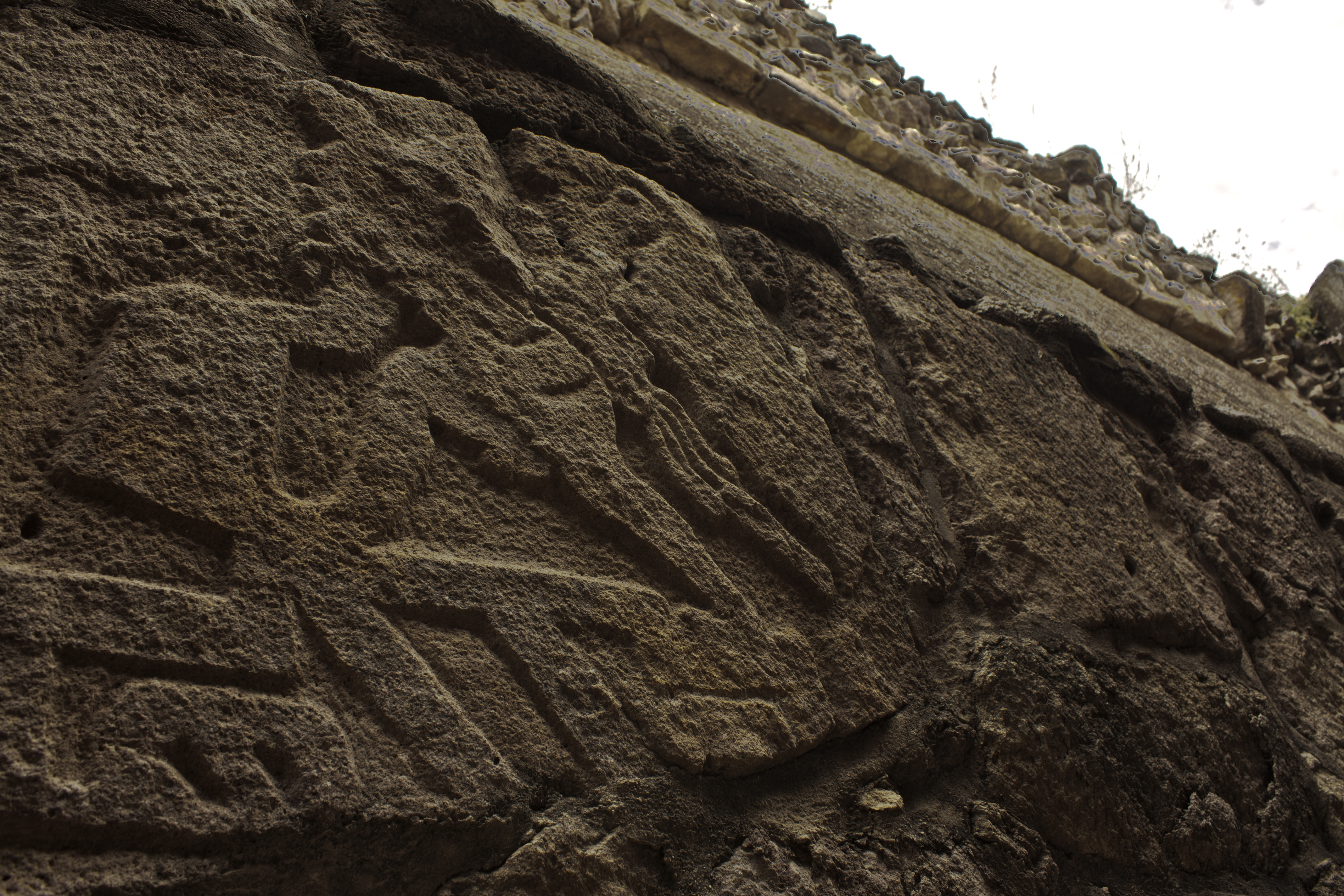
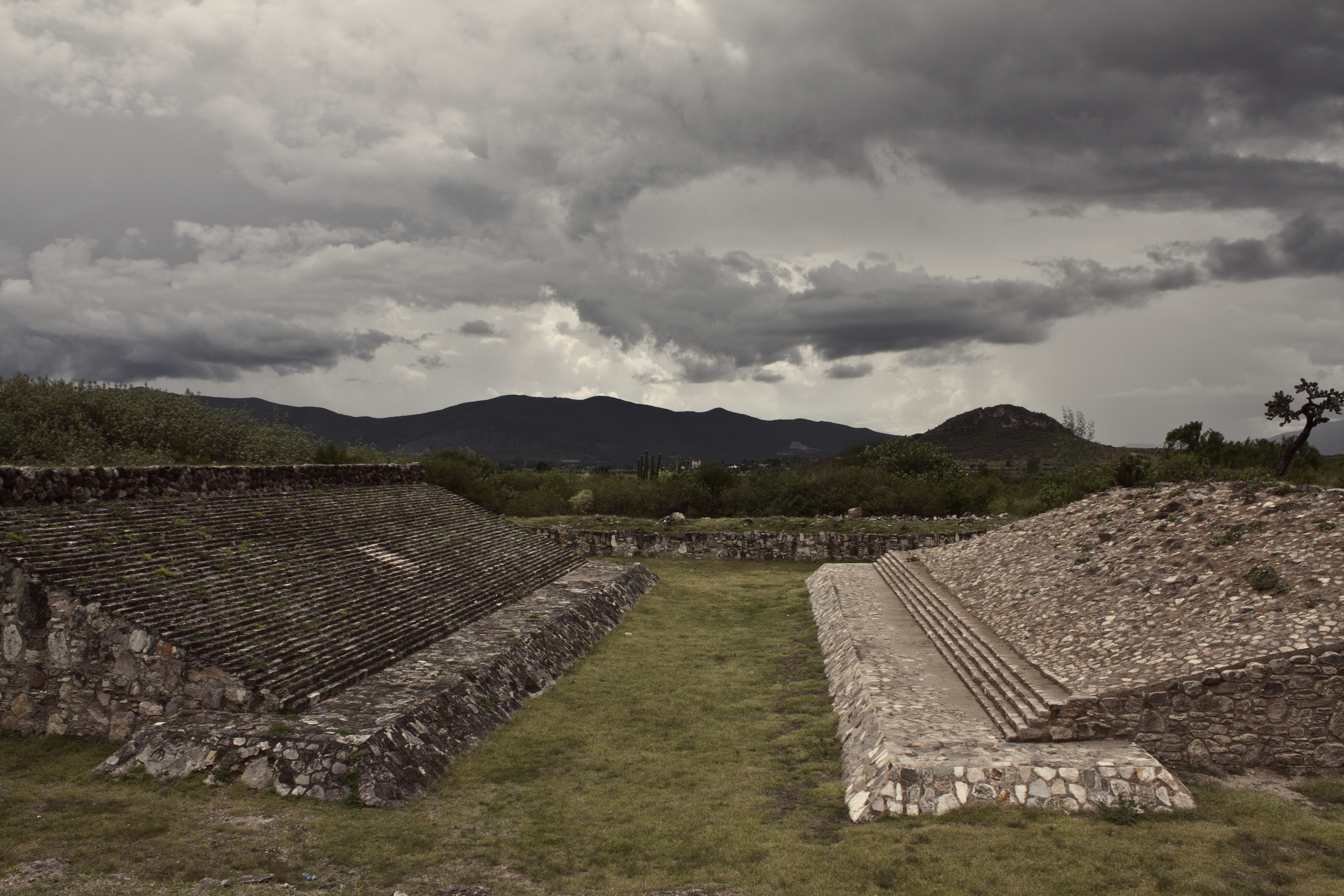
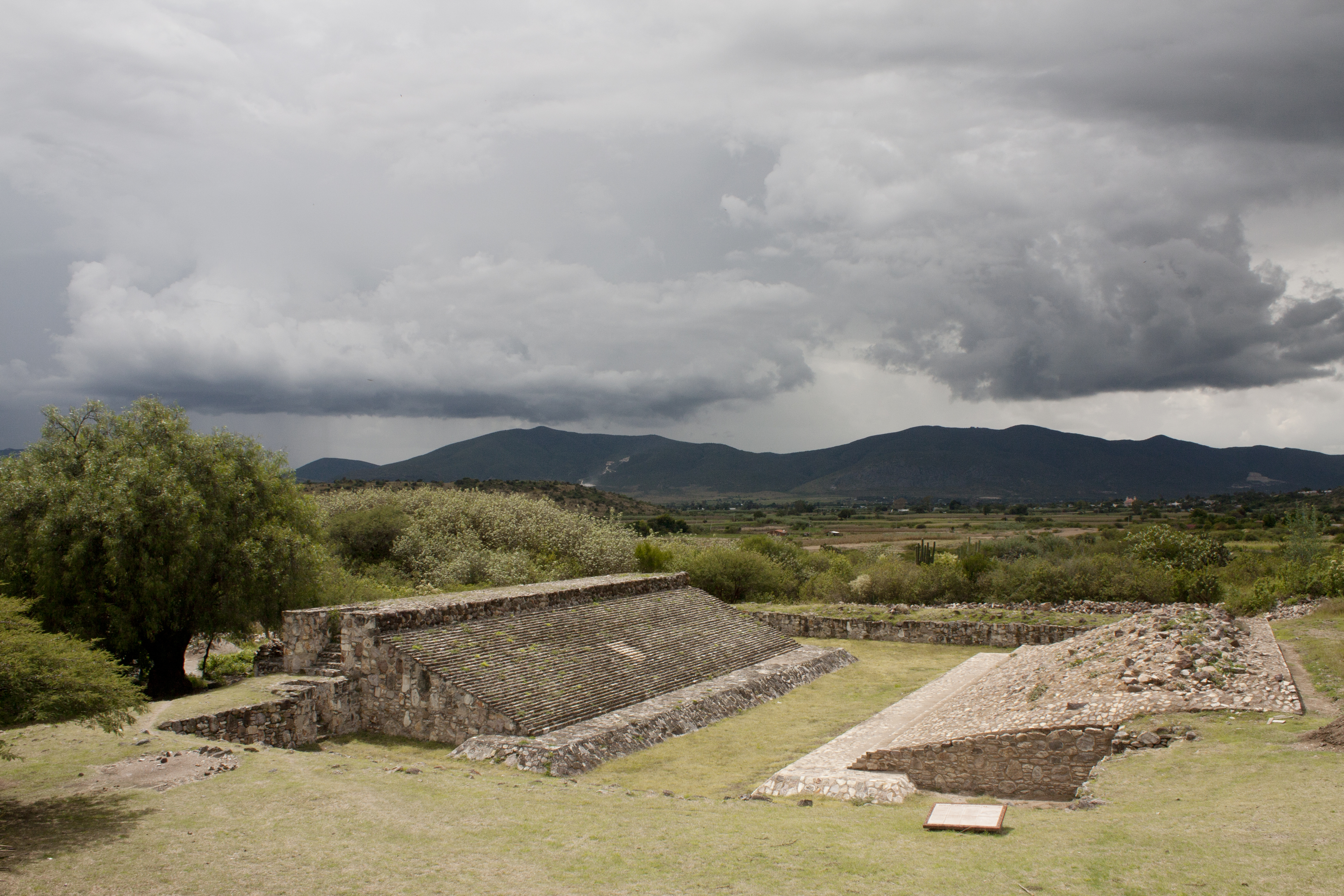
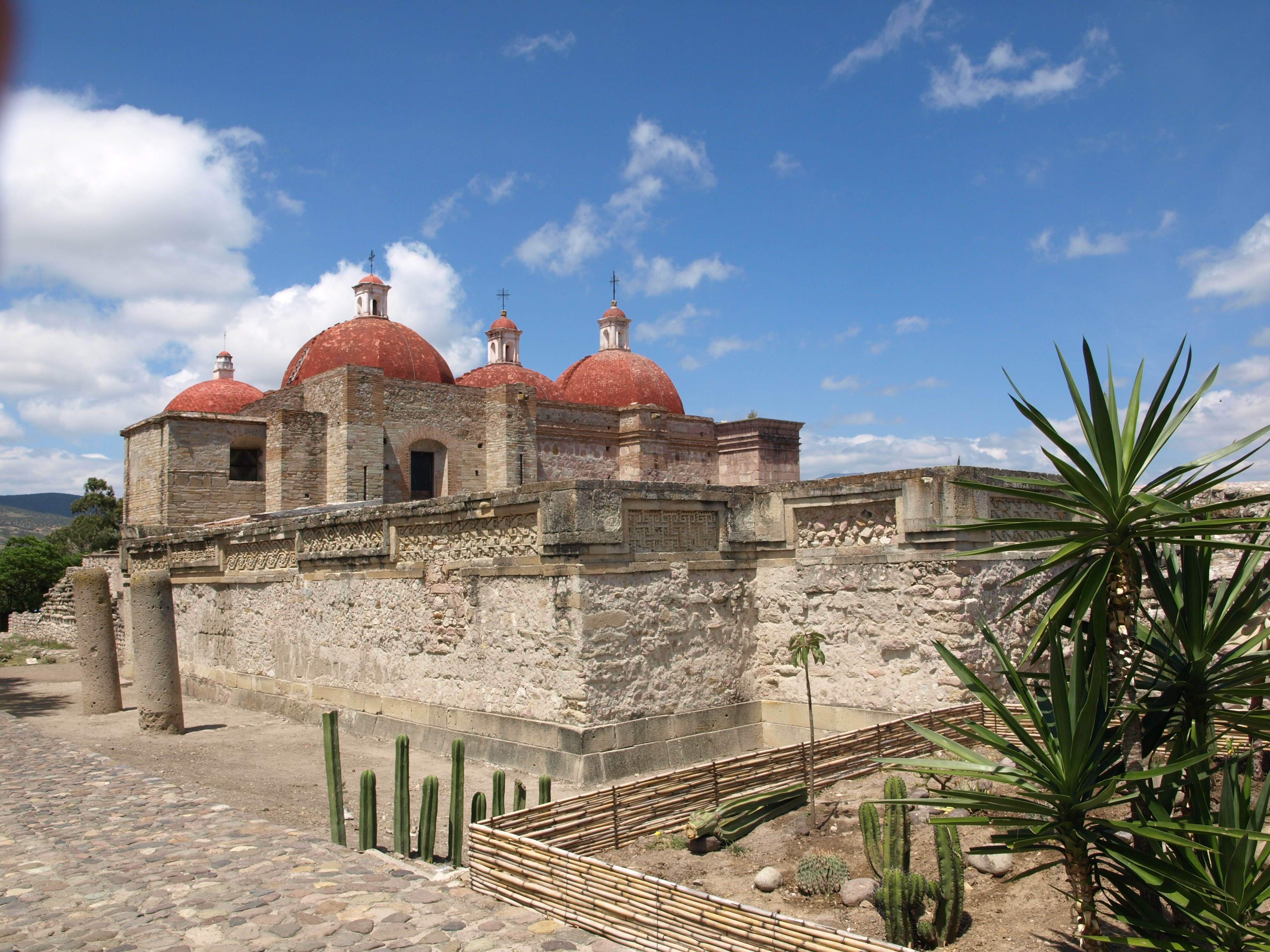
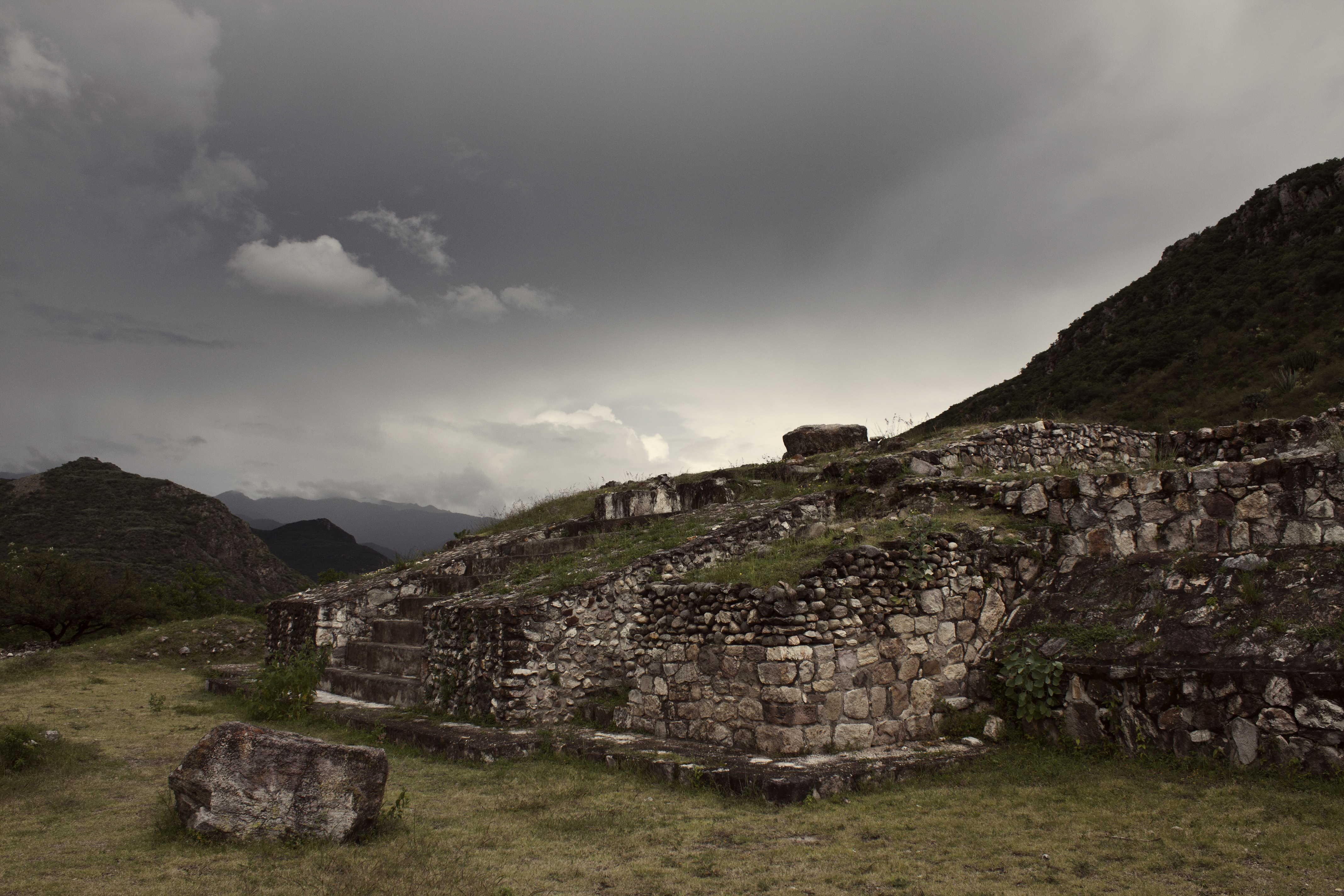
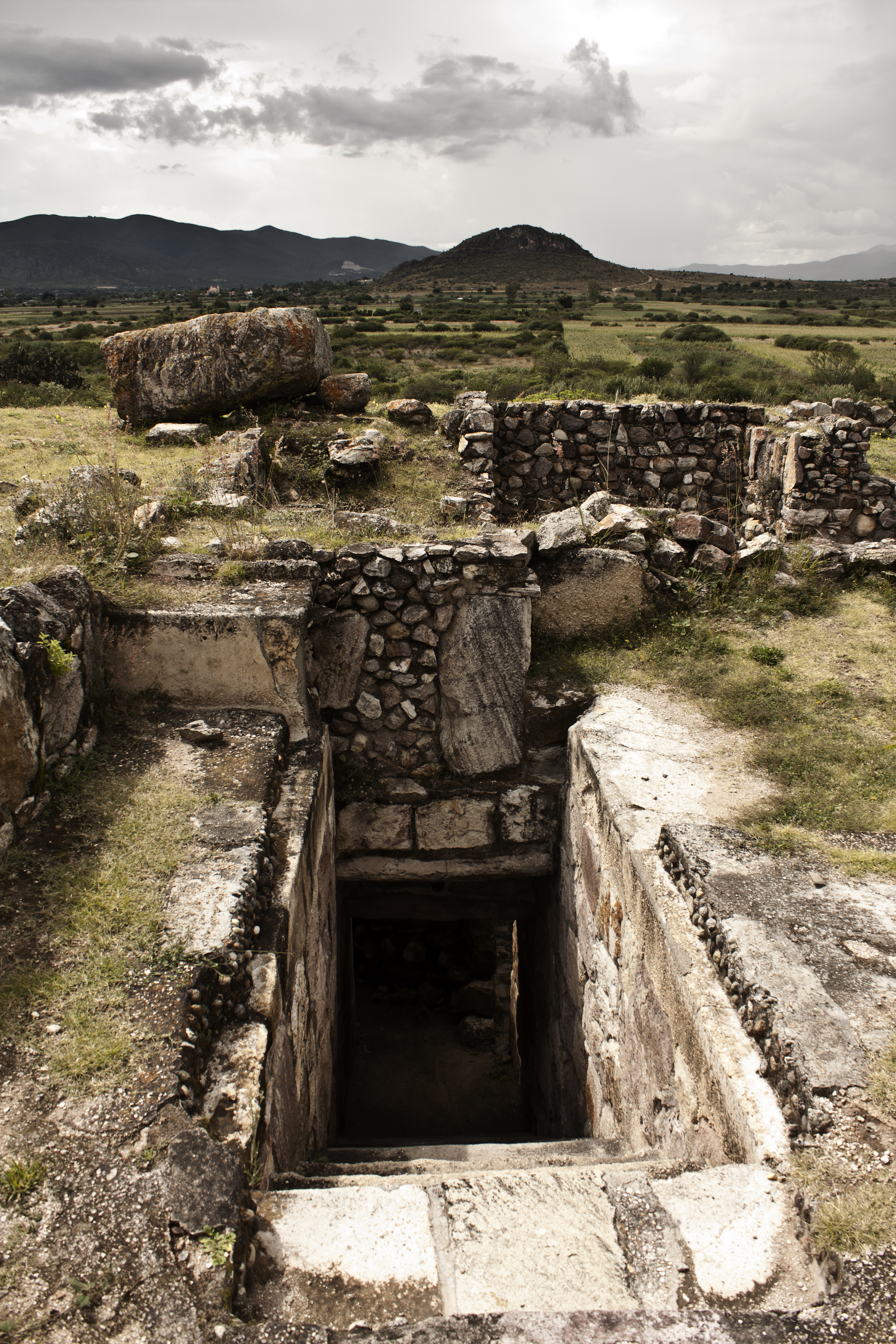

Dainzú